# 佐川潔
佐川 潔（さがわ きよし、1970年5月19日 - ）は、秋田県秋田市出身の元プロ野球選手（投手）。右投右打。

## 来歴・人物
金足農業高から、1988年のプロ野球ドラフト会議で読売ジャイアンツから3位指名を受け入団。
プロ1年目の1989年に、MLBのミネソタ・ツインズ傘下A級のバイセイリア・オークスに野球留学した。
1992年11月に、オリックス・ブルーウェーブにテスト入団にて移籍。1993年11月に、日本ハムファイターズに金銭トレード（テスト合格の後トレード成立）にて移籍。しかし、どの球団でも一軍登板のないまま、1995年10月に現役を引退した。
最速147km/hのストレートを持ち「佐川急便」のニックネームもついた速球派投手であったが、二軍通算49イニングで70四死球という制球難に加え、右肩痛や右指血行障害など相次ぐ故障にも悩まされ一軍登板は果たせなかった。他にカーブ、フォークも武器とした。
現役引退後は柔道整復師として、秋田県内に整骨院を開業している。

## 詳細情報

### 年度別投手成績
- 一軍公式戦出場なし

### 背番号
- 54 （1989年 - 1992年）
- 60 （1993年）
- 66 （1994年 - 1995年）